# NGC 6826
NGC 6826 је планетарна маглина у сазвежђу Лабуд која се налази на NGC листи објеката дубоког неба.
Деклинација објекта је + 50° 31' 32" а ректасцензија 19h 44m 48,2s. Привидна величина (магнитуда) објекта NGC 6826 износи 8,8 а фотографска магнитуда 9,8. NGC 6826 је још познат и под ознакама PK 83+12.1, CS=10., Blinking planetary.